# Barxudarlı
Barxudarlı (ook getranslitereerd als Barkhudarli, Barkhudarly en Barkudarly) is een exclave van het Azerbeidzjaanse district Qazax.
Barxudarlı is ca. 22 km2 groot en wordt geheel omgeven door de Armeense provincie Tavoesj. Het is dus tevens een Azerbeidzjaanse enclave in Armenië. Barxudarlı wordt voornamelijk bevolkt door Armeniërs.
Sinds de oorlog in Nagorno-Karabach in 1992 heeft Armenië Barxudarlı bezet.